# Confirmed Dead
"Confirmed Dead" er andet afsnit af fjerde sæson af den amerikanske tv-serie Lost, og hele seriens 72. afsnit. Afsnittet er skrevet af Drew Goddard og Brian K. Vaughan, og instrueret af Stephen Williams. Afsnittet blev sendt 7. februar 2008 på American Broadcasting Company i USA, og 15. januar 2009 i Danmark på 6'eren. I "Confirmed Dead" er det første gang Miles Straume (Ken Leung), Charlotte Lewis (Rebecca Mader) og Frank Lapidus (Jeff Fahey) optræder i serien.

## Plot

### På øen
Jack Shephard (Matthew Fox) og Kate Austen (Evangeline Lilly) bliver suspekte overfor Daniel, da de ser han bærer en pistol. Daniel fortæller at det ikke er deres primære mission at redde de overlevende, men redegør ikke for hvad det er, og ej hellere for de ting han har i medbragt (bl.a. gasmasker). De bruger sporingsudstyret og satellittelefonen til at lokalisere Miles, der er styrtet ned tæt ved havet. Da Jack skal til at undersøge Miles' befindende, trækker Miles sin pistol og tager Jack på skudhold. Kate forsøger samtidig at tage pistolen fra Daniels bukser, men Miles beordrer hende væk, og beskylder hende for at have myrdet Naomi Dorrit (Marsha Thomason). Kate forklarer at Naomi er død, men at det ikke var deres flok der er ansvarlige. Miles tvinger Kate og Jack til at vise hvor Naomis lig er. På vej mod Charlotte – som de følger på sporingsudstyret – kommer Sayid Jarrah (Naveen Andrews) og Juliet Burke (Elizabeth Mitchell) Jack og Kate til undsætning og genvinder kontrol over situationen. Miles og Daniel genforenes senere med Frank, der formåede at lande helikopteren uden større skade. Efter at have fundet ud af at Juliet ikke var om bord på Oceanic Flight 815, fortæller Miles at de er der for at finde Benjamin Linus (Michael Emerson).
Et andet sted på øen forsøger Benjamin at skabe splid i John Lockes (Terry O'Quinn) flok. Han konfronterer James "Sawyer" Ford (Josh Holloway) med at han nu næsten ingen chance har med Kate, og Sawyers efterfølgende overfald udmunder i en diskussion om hvorvidt Ben bør henrettes. Senere lander Charlotte i en flod, og Lockes gruppe binder hendes sporingsudstyr på Vincent, da flokken ikke vil løbe risici for at blive fundet. Senere på dagen skyder Ben Charlotte – en episode hun overlever, fordi hun bærer en skudsikker vest, og samtidig er det den episode der overbeviser Locke om, at Ben bør henrettes. Ben manipulerer sig ud af sin henrettelse, dels ved at informere Locke om at han besidder information Locke vil have, og dels ved at fortælle, at han har en spion om bord på de fremmedes fragtskib.

### Flashback
Ved hjælp af undervandsobservation opdages Oceanic Flight 815 på havets bund – nøjagtig som Naomi tidligere har fortalt. Om bord er alle døde, inkl. piloten. Daniel græder ved synet af tv-transmissionen af begivenheden, men kan ikke forklare hvorfor.
Miles kan tilsyneladende kommunikere med åndelige entiteter, og bliver hyret til at snakke med en afdød søn af en sort kvinde. Han kommer i kontakt med vedkommende og opdager en gemt skakt med penge og narkotika, hvorefter han forlader huset.
Charlotte udgraver et skelet i ørkenen; Et skelet af en isbjørn, der ved sin side har wt Dharma-logo.
Frank kontakter tv-selskabet for at klage over nyhedsdækningen af Oceanic Flight 815s opdagelse. Han er af den overbevisningen at den påståede pilot ikke er den korrekte, og han bekendtgører samtidig at det var meningen han skulle have fløjet 815.
Naomi mødes med Matthew Abbadon for at få præsenteret sin mission og team. Naomi er ikke begejstret for medlemmernes kvaliteter, men accepterer omstændighederne.

## Trivia
- Fanteorier foreslår at "sidehistorierne" er flashforwards, og ikke flashbacks.[3]
- Scenen der forestiller Tunesien er filmet på Oahu, Hawaii.[4]

## Fodnoter
1. ↑  6'eren programoversigt Arkiveret 16. januar 2009 hos  Wayback Machine Hentet 9. januar 2009
2. ↑  Lost: 
"Catch-22" (Sæson 3, afsnit 17). Manuskript af Jeff Pinkner & Brian K. Vaughan.  Broadcasted første gang på American Broadcasting Company den TBA.
3. ↑  Lostpedia: Teorier om flashforwards
4. ↑  "Interview med Rebecca Mader". Arkiveret fra originalen 20. marts 2008. Hentet 19. februar 2008.